# Josef Beck
Josef Beck rytíř von Mannagetta (9. února 1815 Budeč – 8. října 1887 Vídeň) byl český a rakouský právník, historik a politik české národnosti, v polovině 19. století poslanec Říšského sněmu.

## Biografie
Během revolučního roku 1848 se zapojil do veřejného dění. Ve volbách roku 1848 byl zvolen na ústavodárný Říšský sněm. Zastupoval volební obvod Telč. Na sněmu patřil do bloku pravice. Jako poslanec prezentoval na sněmu četné petice vesničanů z jeho regionu. Uvádí se etnicky jako rozhodný Slovan.
Od roku 1848 do roku 1849 zasedal také jako poslanec Moravského zemského sněmu. Nastoupil sem po zemských volbách roku 1848 za kurii venkovských obcí, obvod Jemnice. Po dobu jeho působení v Říšském sněmu ho na zemském sněmu ovšem zastupoval náhradník Ferdinand Heidler.
V 50. letech 19. století působil jako soudce v Novém Jičíně. Věnoval se i regionální historiografii. Roku 1853 napsal knihu Geschichte der Stadt Neutitschein und deren Umgebung a zisk z jejího prodeje věnoval na opravu věže farního kostela poškozené několik let předtím úderem blesku. Regionální badatel Stefan Weigel vyslovil ovšem podezření, že Beck s sebou z Nového Jičína do Vídně odvezl značné množství cenných archiválií z městského archivu. Přispíval i do denního tisku. V 60. letech 19. století se stal radou nejvyššího soudu ve Vídni.
Zemřel v roce 1887, v den, kdy byl povýšen do rytířského stavu.